# Manuel Vázquez Montalbán
Pour les articles homonymes, voir Vázquez et Montalban.
Œuvres principales
- Série Pepe Carvalho
- Galíndez (es)

Manuel Vázquez Montalbán (né à Barcelone le 14 juin 1939 et mort à Bangkok, Thaïlande le 18 octobre 2003) est un romancier, essayiste, poète et journaliste espagnol catalan, surtout connu pour ses romans policiers ayant pour héros Pepe Carvalho,. 
Il obtient en 1995 le Prix national des Lettres espagnoles.

## Biographie
Manuel Vázquez Montalbán est le fils unique d'une modiste et d'un militant du PSUC, qu'il ne connut pas avant l'âge de cinq ans, quand son père sortit de prison. Il fit des études de philosophie et de lettres à l'université autonome de Barcelone, et fut diplômé de l'école de journalisme de Barcelone. C'est d'ailleurs à l'université qu'il rencontre son épouse, l'historienne Anna Sallés Bonastre, qui lui donne en 1966 son fils unique, Daniel Vázquez Sallés, lui aussi devenu écrivain et journaliste.
Il s'engage politiquement dans les mouvements de gauche catalans, milite au PSUC et devient même membre du Comité central. Ces activités le mènent dans les prisons franquistes. En 1962, un conseil de guerre le condamne à trois ans de prison et sa femme à six mois, avec deux autres étudiants, pour avoir participé au soutien des mineurs des Asturies en grève. C'est dans la prison de Lérida qu'il écrit son premier essai, Informe sobre la información.
Après être sorti de prison en 1963 (du fait de la grâce présidentielle accordée en Espagne pour la mort du pape Jean XXIII), il commence sa carrière de journaliste dans la revue Triunfo, et collabore à plusieurs publications, telles que Siglo XX, Tele/Xprés, Por Favor. Par la suite, il écrit également dans des journaux réputés tels qu'El País, Interviú ou Avui, dans lesquels il signe des articles jusqu'à sa mort.
En 1967, il publie son premier recueil de poésie, Une éducation sentimentale, suivi en 1969 de Movimientos sin éxito. La même année parait son roman Au souvenir de Dardé. Mais c'est en 1972 qu'il crée le célèbre personnage du détective Pepe Carvalho.
Montalbán a créé une des séries de roman noir les plus prolifiques de la littérature espagnole. Le personnage principal en est Pepe Carvalho, un détective privé catalan et gastronome, dans sa première enquête, J'ai tué Kennedy. Il est assisté, professionnellement et culinairement, par Biscuter, rencontré dans les prisons de Lérida. Ces romans furent un moyen pour l'auteur de donner une chronique sociopolitique, historique et culturelle des quarante dernières années de l'Espagne et du monde contemporain. On peut souligner ainsi :
- dans Meurtre au Comité Central, de 1981, Montalbán raconte l'assassinat d'un dirigeant communiste, en pleine crise de l'Eurocommunisme du PCE.
- en 1993, il évoque les fastes de la Barcelone olympique dans Sabotage olympique.

Il fait également part dans ces romans de ses passions, comme la gastronomie. 
Manuel Vázquez Montalbán reçoit plusieurs prix : le Premi Creu de Sant Jordi en 1985, le Prix national de Narration pour Galindez en 1991, le prix Europa en 1992 et le Prix national des Lettres espagnoles en reconnaissance de toute son œuvre en 1995.
Il meurt le 18 octobre 2003 d'une crise cardiaque à l'aéroport Suvarnabhumi de Bangkok, de retour d'une tournée littéraire en Australie et en Nouvelle Zélande. Par une coïncidence amère et prémonitoire, quelques années auparavant il avait écrit dans son roman dédié à la capitale thaïlandaise que : « Il ne faudrait jamais faire ses adieux dans un aéroport », (Les Oiseaux de Bangkok, 1987, Éditions du Seuil).
Sa crise cardiaque à l'embarquement de l'aéroport de Bangkok ne fut pas un cas isolé ni inopiné. Comme les articles de la presse espagnole l'ont souligné, l'écrivain  était souffrant depuis longtemps: le 7 septembre 1994 il avait déjà dû se soumettre d'urgence à une compliquée intervention chirurgicale avec l'insertion de quatre by-pass. Son fils Daniel a mentionné dans le preambule du Livre Fútbol: Una religión en busca de un Dios, que "les autorités thaïlandaises ont rendu l'ordinateur portable retrouvé dans l'aéroport, qui contenait le texte définitif de son essai sur le football" publié plus tard en Espagne.
Ses obsèques ont lieu dans l'intimité au crématorium du cimetière de Collserola et ses cendres sont dispersées dans la mer.
Son tout dernier roman ayant Pepe Carvalho comme protagoniste "Milenio Carvalho" fut publié posthume. Curieusement dans ce roman Carvalho et son assistant Biscuter se cachent derrière les fausses identités de Bouvard et Pécuchet,qui furent les deux protagonistes du dernier roman de Gustave Flaubert, publié après la mort de cet écrivain français.
Le 3 février 2009, la place Manuel Vázquez Montalbán a été inaugurée à Barcelone, située entre le carrer de Sant Rafael et la Rambla del Raval, près de l'endroit où l'écrivain est né. Fin 2016, ses archives et sa bibliothèque ont été données à la Bibliothèque de Catalogne par sa veuve Anna Sallés.

## Œuvre

### Romans

#### SériePepe Carvalho
- Yo maté a Kennedy. Impresiones, observaciones y memorias de un guardaespaldas, 1972 Publié en français sous le titre J'ai tué Kennedy, ou les mémoires d'un garde du corps, Paris, C. Bourgois, 1994.
- Tatuaje, 1974 Publié en français sous le titre Tatouage, Paris, C. Bourgois, 1990.
- La soledad del manager, 1977 Publié en français sous le titre La Solitude du manager, Paris, Le Sycomore, 1981.
- Los mares del Sur, 1979 (Prix Planeta 1979 et Grand Prix de littérature policière 1981)  Publié en français sous le titre Marquises, si vos rivages, Le Sycomore, 1981 ; rééditions ultérieures sous le titre Les Mers du Sud.
- Asesinato en el Comité Central, 1981 Publié en français sous le titre Meurtre au comité central, Paris, Éditions du Seuil, 1982.
- Los Pájaros de Bangkok, 1983 Publié en français sous le titre Les Oiseaux de Bangkok, Paris, Éditions du Seuil, 1987.
- La Rosa de Alejandría, 1984 Publié en français sous le titre La Rose d'Alexandrie, Paris, C. Bourgois, 1988.
- El Balneario, 1986 Publié en français sous le titre Les Thermes, Paris, C. Bourgois, 1989.
- El Delantero centro fue asesinado al atardecer, 1988 Publié en français sous le titre Hors jeu, Paris, C. Bourgois, 1991.
- Las Recetas de Carvalho, 1989 Publié en français sous le titre Les Recettes de Pepe Carvalho, Paris, C. Bourgois, 1996.
- El Laberinto griego, 1991 Publié en français sous le titre Le Labyrinthe grec, Paris, C. Bourgois, 1992.
- Sabotaje olímpico, 1993 Publié en français sous le titre Sabotage olympique, Paris, C. Bourgois, 1995.
- Roldán, ni vivo ni muerto, 1994 Publié en français sous le titre Roldan ni mort ni vif, Paris, C. Bourgois, 1997.
- El Premio, 1996 Publié en français sous le titre Le Prix, Paris, C. Bourgois, 1999.
- Quinteto de Buenos Aires, 1997 Publié en français sous le titre Le Quintette de Buenos Aires, Paris, C. Bourgois, 2000.
- El hombre de mi vida, 2000 Publié en français sous le titre L'Homme de ma vie, Paris, C. Bourgois, 2002.
- Milenio Carvalho, 2004 Publié en français sous le titre Milenio Carvalho, Paris, C. Bourgois, 2004.

#### Autres romans
- Recordando a Dardé, 1969 Publié en français sous le titre Au souvenir de Dardé, Paris, C. Bourgois, 1996
- Cuestiones marxistas, 1974 Publié en français sous le titre Questions marxistes, Paris, C. Bourgois, 1996
- El Pianista, 1985  (Prix Recalmere) Publié en français sous le titre Le Pianiste, Paris, Éditions du Seuil, 1988
- Los Alegres Muchachos de Atzavara, 1987 (Radiographie morale de l'élite espagnole émergente dans les années qui précèdent et suivent la fin du franquisme) Publié en français sous le titre La Joyeuse Bande d'Atzavara, Paris, C. Bourgois, 1988
- Cuarteto, 1988 Publié en français sous le titre Ménage à quatre, Paris, Éditions du Seuil, 1990
- Galindez, 1990 (Prix national de Narration 1991 et Premio Literario Europeo ; basé sur la séquestration à New York, en 1956, de Jesús de Galíndez, représentant du gouvernement basque en exil) Publié en français sous le titre Galindez, Paris, Éditions du Seuil, 1992
- Autobiografía del general Franco , 1992 (Autobiographie apocryphe du Caudillo) Publié en français sous le titre Moi, Franco, Paris, Éditions du Seuil, 1994
- El Estrangulador, 1995 (Prix de la Critique) Publié en français sous le titre L'Étrangleur, Paris, Éditions du Seuil, 1996
- O César o nada, 1998 Publié en français sous le titre Ou César ou rien, Paris, Éditions du Seuil, 1999
- El Señor de los bonsáis, 1999 (Roman d'enfance et de jeunesse) Publié en français sous le titre Le Maître des bonsaïs, Paris, Éditions du Seuil/Jeunesse, 2002
- Erec y Enide, 2002 Publié en français sous le titre Érec et Énide, Paris, Éditions du Seuil, 2004

NB : les dates correspondent à la première édition française.
Après la découverte récente d'un manuscrit inédit daté du début des années soixante, l'éditeur Navona a publié en octobre 2023 la première édition espagnole du roman Los Papeles de Admunsen (pas encore traduit en français).

### Nouvelles

#### Recueils de nouvelles de la sériePepe Carvalho
- Historias de fantasmas, 1986 Publié en français sous le titre Histoires de fantômes, Paris, C. Bourgois, 1993
- Historias de padres e hijos, 1987 Publié en français sous le titre Histoires de famille, Paris, C. Bourgois, 1992
- Tres historias de amor, 1987 Publié en français sous le titre Trois histoires d'amour, Paris, C. Bourgois, 1995
- Asesinato en Prado del Rey y otras historias sórdidas, 1987 Publié en français sous le titre Assassinat à Prado del Rey et autres histoires sordides, Paris, C. Bourgois, 1994
  - regroupe quatre nouvelles : Assassinat à Prado del Rey ; Rendez-vous avec la mort à Up and down ; Jordi Anfruns, sociologue sexuel ; Le Signe de Zorro ;
- Historias de política ficción, 1987 Publié en français sous le titre Histoires de politique fiction, Paris, C. Bourgois, 1990
  - regroupe trois nouvelles : Federico III de Castille et León ; La guerre civile n'est pas finie ; Un certain vingt-trois février ;
- El Hermano Pequeño, 1994 Publié en français sous le titre Le Petit Frère, Paris, C. Bourgois, 1998
  - regroupe huit nouvelles : Le Petit Frère ; La Solitude accommodée au rôti de dinde (Conte de Noël) ; L'Exhibitionniste ; Ces années-là ; Le Collectionneur ; Puzzles (Deux hommages à Agatha Christie) : 1. L'Histoire de la grand-mère fusillée, 2. Le Coffret des trois bijoux ; À cause d’une demi-mondaine ;

#### Autres recueils de nouvelles
- Pigmalión y otros relatos, 1987 Publié en français sous le titre Le Tueur des abattoirs, Paris, Éditions du Seuil, 1991
- Saga Maure, Paris, Marval, 1995 (Recueil de nouvelles inédites)

### Essais
Il a écrit plusieurs essais sur le journalisme, la politique, la sociologie, le sport, l'histoire, la cuisine, la littérature.
- Manifiesto subnormal (1970) Publié en français sous le titre  Manifeste subnormal, Paris, C. Bourgois, 1994
- Crónica sentimental de España, 1971
- Joan Manuel Serrat, 1972
- El libro gris de Televisión Española, 1973
- Happy End, 1974 Publié en français sous le titre Happy-end, Bruxelles, Éditions Complexe, 1990
- Diccionario del Franquismo, 1977
- Historia y comunicación social, 1980
- Mis almuerzos con gente inquietante, 1984
- Crónica sentimental de la Transición, 1985
- Contra los gourmets, 1985
- Barcelonas, 1987 Publié en français sous le titre Barcelones, Paris, Seuil, 2002
- Mémoires de Barcelone, 1993
- Panfleto desde el planeta de los simios, 1995 Publié en français sous le titre Aperçu de la planète des singes, Paris, Seuil, 1995
- Pasionaria y los siete enanitos, 1995 Publié en français sous le titre La Pasionaria et les Sept nains, Paris, Seuil, 1998
- Un polaco en la corte del rey Juan Carlos, 1996
- Y Dios entró en La Habana, 1998 (Sur Cuba, Fidel Castro et la visite de Jean-Paul II) Publié en français sous le titre Et Dieu est entré dans la Havane, Paris, Seuil, 2001
- Marcos: el señor de los espejos, 1999 (Sur le sous-commandant Marcos et le soulèvement du Chiapas) Publié en français sous le titre Marcos, le maître des miroirs, Paris, Éditions Mille et Une nuits, 2002
- Avant que le millénaire nous sépare, Paris, C. Bourgois, 1999
- La Longue Fuite, 2000
- Pourtant le voyageur en fuite, 2000
- La Méditerranée espagnole, 2000
- Vu des toits, 2003
- La Aznaridad, 2003 (posthume).
- Jack el Decorador, 2008 (posthume).

### Poésie
- Una educación sentimental, 1967
- Movimientos sin éxito, 1969
- Coplas a la muerte de mi tía Daniela, 1973
- A la sombra de las muchachas sin flor, 1973
- Praga, 1982
- Memoria y deseo. Poesía 1967-1983, 1983
- Pero el viajero que huye, 1990
- Memoria y deseo. Obra poética 1967-1990, 1990
- Ciudad, 1997
- Ars amandi, 2001, antología
- Rosebud, inédito incluido en Memoria y deseo, 2008
- Construcción y deconstrucción de una teoría de la almendra de Proust complementaria de la construcción y deconstrucción de una teoría de la magdalena de Benet Rossell, casi inédito incluido en Memoria y deseo, 2008
- Memoria y deseo. Poesía completa 1967-2003, 2008

### Ouvrages de gastronomie

#### SériePepe Carvalho
- Las recetas de Carvalho, 1989 Publié en français sous le titre Les Recettes de Carvalho, Paris, C. Bourgois, 1996 et 2013
- Carvalho gastronómico 1. Saber o no saber, 2002
- Carvalho gastronómico 2. La cocina de autor en España, 2002
- Carvalho gastronómico 3. La cocina del Mediterráneo y la mediterraneidad, 2003
- Carvalho gastronómico 4. Beber o no beber, 2003
- Carvalho gastronómico 5. Guía de restaurantes obligatorios, 2003
- Carvalho gastronómico 6. La cocina de la harina y el cordero, 2003
- Carvalho gastronómico 7. La cocina del mestizaje, 2003
- Carvalho gastronómico 8. La cocina de los finisterres, 2003
- Carvalho gastronómico 9. Diccionario indispensable para la supervivencia, 2003
- Carvalho gastronómico 10. El otro recetario, 2003

#### Autres ouvrages de gastronomie
- Recetas inmorales, 1981 (augmenté en 1996)  Publié en français sous le titre Recettes immorales, Bordeaux, Le Mascaret, 1988 ; réédition, Paris, Éditions de l'Épure, 2004
- Contra los gourmets, 1985

### Ouvrages illustrés
- Les Travaux et les Jours, Arles, Actes Sud, 1996 (en collaboration avec le photographe Michel Vanden Eeckhoudt)
- Le Désir de mémoire, entretien avec Georges Tyras, 1997.

## Prix
- Prix Planeta 1978
- Grand prix de littérature policière 1981 pour Marquises, si vos rivages[11]
- Prix national de Narration 1991
- Prix national des Lettres espagnoles 1995

## Postérité et souvenir

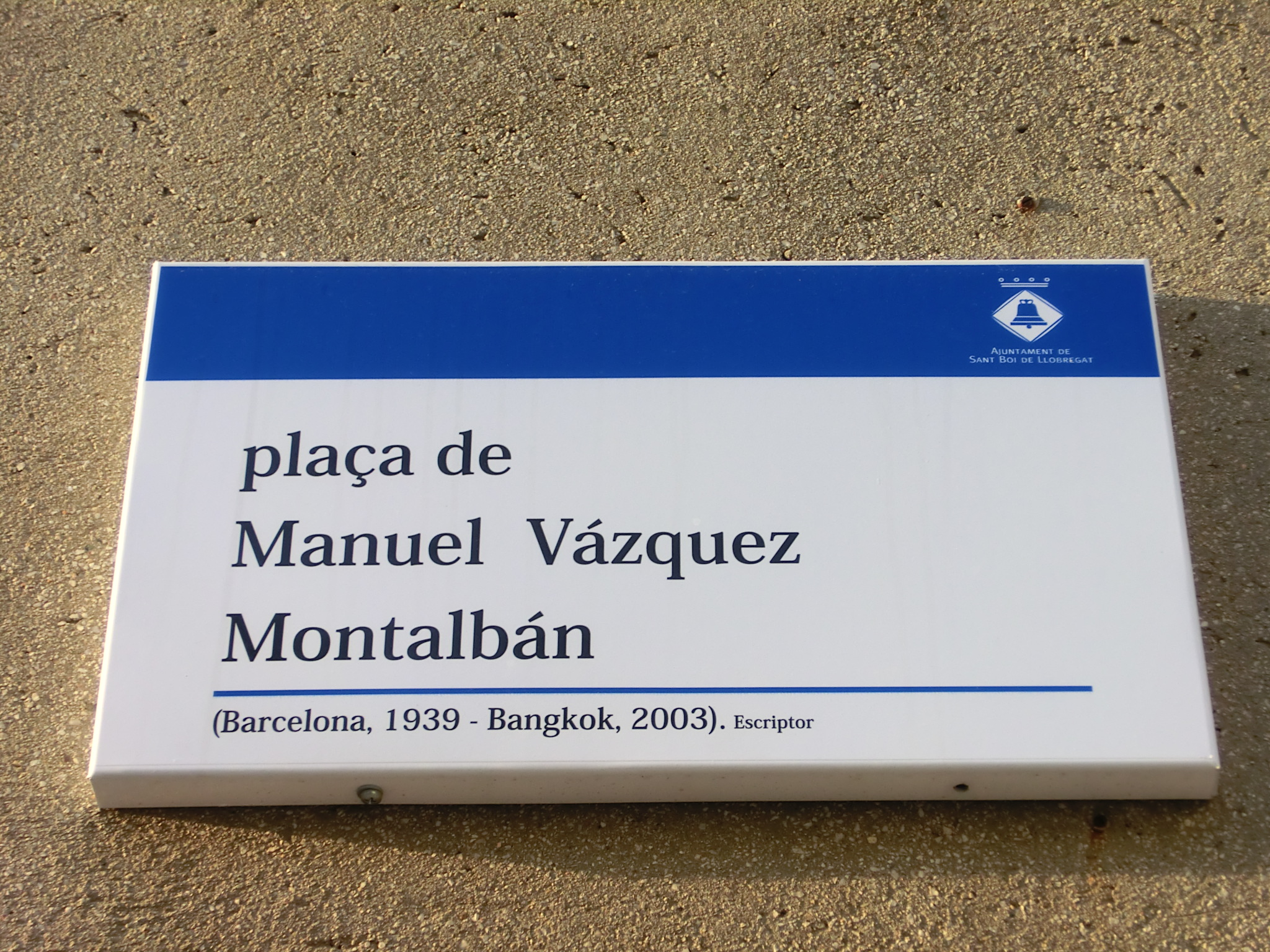
Place Vázquez Montalbán à Sant Boi de Llobregat.

En 2004, le Col·legi de Periodistes de Catalunya (« Association des journalistes de Catalogne ») a créé le prix international de journalisme Manuel-Vázquez-Montalbán. Il comporte deux catégories :
- journalisme sportif (remporté en 2012 par Nick Hornby) ;
- journalisme culturel et/ou politique.

En 2006 a été remis le premier Prix Carvalho, qui récompense des écrivains de romans policiers ou noirs.
En 2007, les autorités locales ont donné son nom à une rue de Getafe, ville de la banlieue de Madrid. Le 3 février 2009 est inaugurée à Barcelone la place Manuel-Vázquez-Montalbán, située au croisement de la rue de Sant Rafael et la Rambla del Raval, près du lieu où il était né.